# Guillermo Douglas
Guillermo Douglas, rođen kao 	Guillermo Rafael Douglas Sabattini, (Paysandú, siječanj 1909. – 1967.) bio je urugvajski veslač.
Karijeru je započeo u klubu Remeros Paysandú u svom rodnom gradu. Brzo je napredovao, a zbog svoje visine (bio je visok 1,93 metra), zvali su ga "veslački div". Poslije je postao član Veslačkog kluba Montevideo u Montevideu. Na prvom Južnoameričkom prvenstvu u veslanju (špa. Primer Certamen Sudamericano de Remo) u Montevideškom zaljevu 1931. godine, osvojio je zlato u samcu i postao prvak Južne Amerike.
Time je ispunio olimpijsku normu i plasirao se na Olimpijske igre 1932. u Los Angelesu, gdje je bio član urugvajskog olimpijskog tima. U disciplini samac, u marini Long Beach 12. kolovoza 1932., osvojio je brončano odličje i prvo urugvajsko olimpijsko odličje u veslanju. Bolje vrijeme od njega imali su jedino Australac Bobby Pearce (zlato) i Amerikanac Bill Miller (srebro). Osim Urugvajca, prvi je i Latinoamerikanac koji je osvojio odličje na nekim Olimpijskim igrama te je oborio i južnoamerički rekord u samcu na 2.000 metara.
1935. osvojio je srebrno odličje na drugom Južnoameričkom veslačkom prvenstvu u Rio de Janeiru. Višestruki je urugvajski prvak u samcu na 1.000, 1.5000 i 2.000 metara, te je na ostalim nacionalnim veslačkim prvenstvima postigao brojne uspjehe.